# The Diary of a Madman
The Diary of a Madman är en kammaropera i en akt med musik av Humphrey Searle, som också skrev librettot efter Nikolaj Gogols novell "En galnings dagbok". Operan hade premiär 1958 i Berlin.

## Bakgrund
Verket var en beställning av Hermann Scherchen, som då var ledare för Berlin Festival. Scherchen gav Searle fria händer att välja ämne med enda kravet att orkestern inte fick vara större än 15 man och att det inte fick vara fler än fyra sångroller. Searle hade tidigare skrivit teatermusik till en radiouppsättning av Gogols berättelse med Paul Scofield i huvudrollen, och han bestämde sig för att välja det ämnet till sin opera och skriva helt ny musik.
Librettot skrevs av kompositören själv och byggde på en översättning av Gogols historia utförd av D. S. Mirsky. Operan är skriven för en orkester bestående av stråkar, träblås- och bleckblåsinstrument samt två slagverkare. Ett magnetband är också inskrivet för att framställa särskilda ljudeffekter. Ljudet av två hundar ska också höras sjunga med hjälp av högtalare. Operan skrevs i London och i Amalfi mellan april och juni 1958, och hade premiär vid Berlin Festival 3 oktober 1958 med Scherchen som dirigent.

## Personer
| Roller | Röstläge | Premiärbesättning 3 oktober 1958 (Dirigent: Hermann Scherchen) |
| --- | -------- | -------------------------------------------------------------- |
| Aksenti Ivanovitj Popristchin | tenor    |                                                                |
| Chef för Tjänstemannasektionen | baryton  |                                                                |
| Föreståndare för ett sinnessjukhus | baryton  |                                                                |
| Sophie | sopran   |                                                                |
| Rösten av två hundar, Madgie och Fido | sopran   |                                                                |
| Stumma roller: En flicka; en betjänt; Teplov, en kammartjänare; Departementschefer; Regeringstjänstemän, dårar, vårdare; två små hundar (en pudel och en tax). |          |                                                                |

## Handling
Handlingen äger rum i Sankt Petersburg 1833. Operan är uppdelad i fem följande scener, var och en syftande på ett datum i dagboken, vilken är projicerad i fonden och som följer Gogols storyline. 
Scen 1 ("3 Oktober") Vi möter den hjälplöse regeringstjänstemannen Popristchin, utfattig och förälskad i Sophie, hans chefs dotter. Hans förstånd är inte helt klart då han hör en konversatione mellan Sophies pudel och en tax som tillhör en förbipasserande flicka (förstärkt, som i de flesta av Popritschins kommande vanföreställningar, av ackompanjemanget av förpreparerade elektroniska bandeffekter).
Scen 2 ("4 oktober") Popritschin bannas av chefen för sin oduglighet och för sina hopplösa drömmar om Sophie.
Scen 3 ("5 oktober") Den alltmer galne Popritschin försöker få tag i korrespondensen som han inbillar sig existera mellan de två hundarna. Han tror att han har funnit den och att breven beskriver Sophies kommande bröllop med en kammartjänare, samt att de innehåller otrevliga kommentarer om Popritschin själv.
Scen 4 är daterad "43 april 2000 A. D." Popritschin lider nu av grava megalomaniska störningar och tror sig var kung Ferdinand VIII av Spanien. När han infinner sig på sitt kontor orsakar han kaos inför den förbluffade Sophie.
Scen 5, daterad "Madrid, Martober 86". Popritschin är inlåst och hånad på ett sinnessjukhus.

## Reception and Performances
New Opera Company framförde den första engelska uppsättningen av operan 1960 på Sadler's Wells Theatre i London, då rollen som Popritschin sjöngs av Alexander Young. En inspelning av uppsättning gjord av BBC, regisserad av Barbara Bray, vann radiokritikernas pris vid UNESCO International Rostrum of Composers samma år.
1967 dirigerades operan av Walter Susskind vid Aspen Festival i Colorado.